# Hårtork

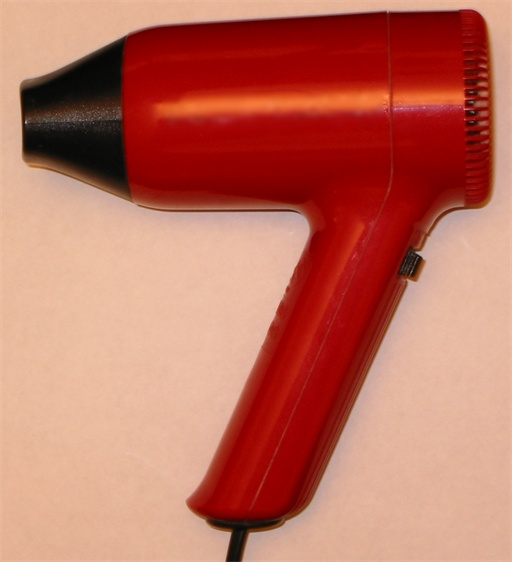
Hårtork

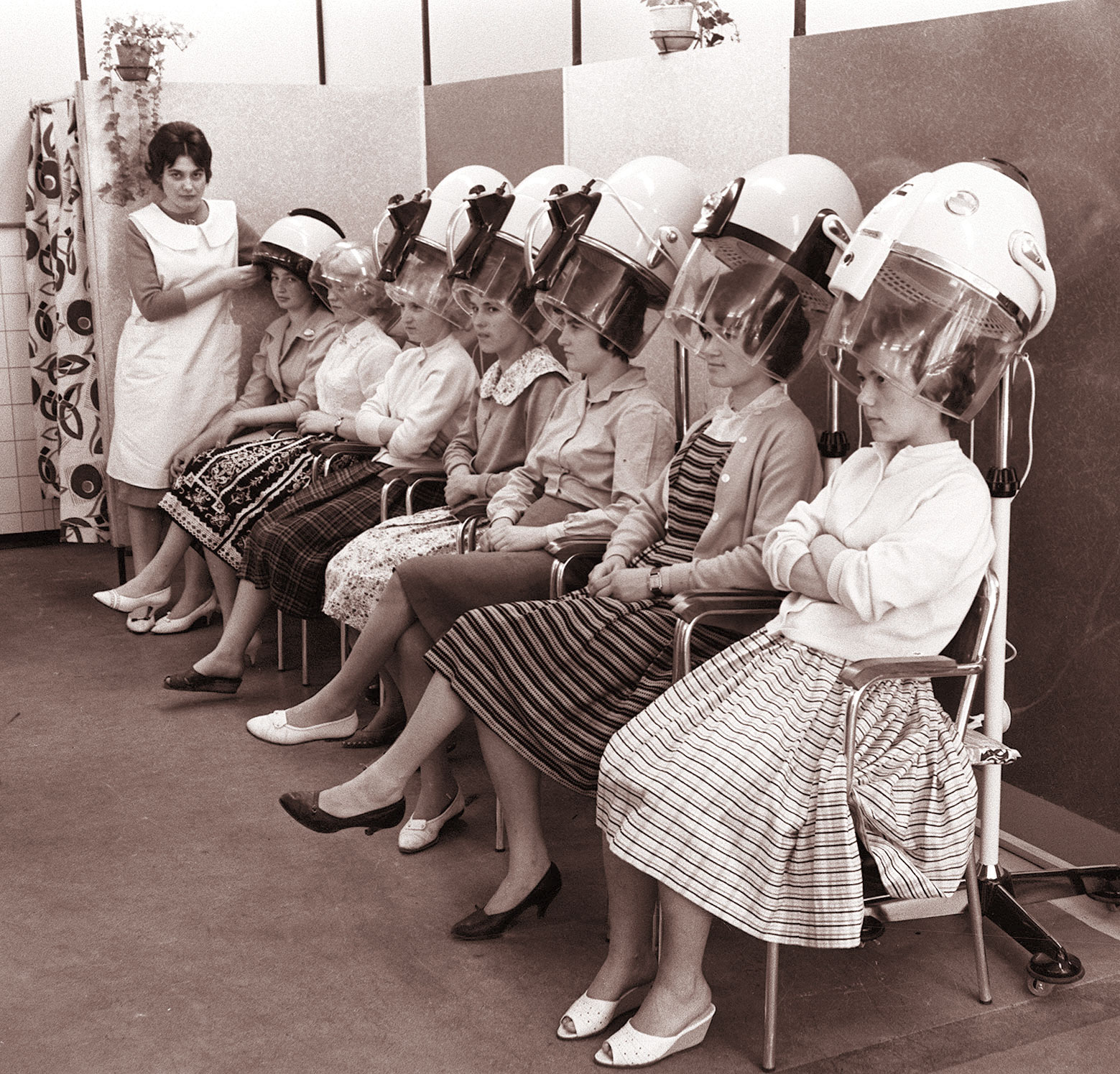
Klassiska huvformade hårtorkar på en frisersalong 1960

En hårtork eller hårfön (vardagligt fön) är en apparat för att torka hår. Den vanliga handhårtorken är en variant av en värmefläkt men med handtag och ett mer riktat luftflöde. Det finns också större varianter av hårtorkar som sätts över huvudet som en huv. Hårtorken uppfanns i slutet av 1800-talet av Alexandre F. Godefoy.

## Etymologi
Från Hudiksvall och norrut i Sverige, samt på Åland och i Svenskfinland kallas den vanligen hårtork. I västra Svealand, sydöstra Norrland, nordvästra Götaland och i ett stråk som främst omfattar nordöstra Götalands kustland och sydöstra Svealands inland säger man ofta hårblås, ett ord som inte finns med i Svenska Akademiens ordlista. I övriga Sydsverige går den oftast under benämningen hårfön. Ordet fön eller ursprungligen märkesnamnet Foen kommer av tyska Föhn och ytterst av latinets favonius, 'ljum'  och är en varm, torr fallvind som förekommer i anslutning till bergryggar, speciellt i Alperna.